# Simona Quadarella
Simona Quadarella (Roma, 18 dicembre 1998) è una nuotatrice italiana.
Specializzata nello stile libero (in particolare nelle distanze lunghe), vanta otto ori ai campionati europei, dove si è affermata a Glasgow 2018, a Budapest 2021 ed a Roma 2022. A livello mondiale ha vinto otto medaglie, di cui tre d'oro: ai campionati mondiali di Gwangju 2019 vince nei 1500 m stile libero, mentre a Doha 2024 trionfa sia negli 800 m sia nei 1500 m.
A livello olimpico vanta una medaglia di bronzo vinta negli 800 m stile libero ai Giochi olimpici di Tokyo 2020.
È, inoltre, bicampionessa e detentrice dei relativi record della manifestazione sulle distanze degli 800 m e dei 1500 m stile libero conseguiti all'Universiade di Taipei 2017, così come la prima nuotatrice italiana ad aver vinto una medaglia d'oro ai Giochi olimpici giovanili estivi, a Nanchino 2014 negli 800 m stile libero.
Detiene il record europeo sia negli 800 metri (8'12"81) sia nei 1500 metri stile libero (15'31"79), primati ottenuti entrambi nel 2025.

## Biografia
Nata nella capitale italiana, sin dall'età di otto anni si è dedicata al nuoto. Si è tesserata per il Circolo Canottieri Aniene. È stata allenata dall'ex nuotatore olimpico Christian Minotti fino al 2024, anno in cui è passata sotto la guida tecnica di Gianluca Belfiore.
È testimonial dell'Unione Nazionale Veterani dello Sport (UNVS) in qualità di Socia - Agonista.
Il 1º dicembre 2016, non ancora diciottenne, è entrata a far parte nel Corpo Nazionale dei Vigili del fuoco in qualità di atleta del G.S. VV.F. Fiamme Rosse. Esattamente dopo tre anni, nel novembre 2019, lascia il Corpo dei Vigili del Fuoco e non rinnova il tesseramento per il gruppo sportivo dei Vigili del Fuoco Fiamme Rosse.
Ha scritto con Lorenza Bernardi il libro Il mio spazio blu, pubblicato dall'editore Rizzoli nel luglio 2019.

## Caratteristiche tecniche
Specializzata nelle distanze lunghe, le sue gare sono gli 800 m e i 1500 m stile libero, cui prende regolarmente parte agli appuntamenti internazionali. Ai campionati europei disputa anche i 400 metri stile libero, ai quali invece ha sempre rinunciato nel corso delle sue partecipazioni ai campionati mondiali. Molto raramente prende parte anche ai 200 m stile libero ed ai 400 m misti.

## Carriera

### Gli esordi
Viene inserita sin dai primi mesi di vita nei Corsi di Ambientamento per neonati, dall'età di 6 anni nel settore preagonistico e due anni più tardi nel Settore Agonistico della Società Polisportiva Delta Roma (piscina comunale di Ottavia). Entra a far parte della Società Sportiva Circolo Canottieri Aniene, categoria Ragazzi, e mette subito in mostra grande carattere, tenacia agonistica e spiccata attitudine individuale al sacrificio. Tra il 2014 ed il 2015 vince, a livello giovanile, due ori europei ed un oro e un argento mondiale; conquista inoltre il gradino più alto del podio ai Giochi olimpici giovanili di Nanchino, affermandosi negli 800 m stile libero. Nel 2016 conquista i suoi primi titoli a livello nazionale e partecipa ai campionati europei di Londra, classificandosi al quinto posto sia nella finale degli 800 m stile libero sia in quella dei 1500 m stile libero. Tuttavia, non riesce a centrare la qualificazione per le Olimpiadi di Rio de Janeiro.

### 2017-2018: affermazione a livello internazionale

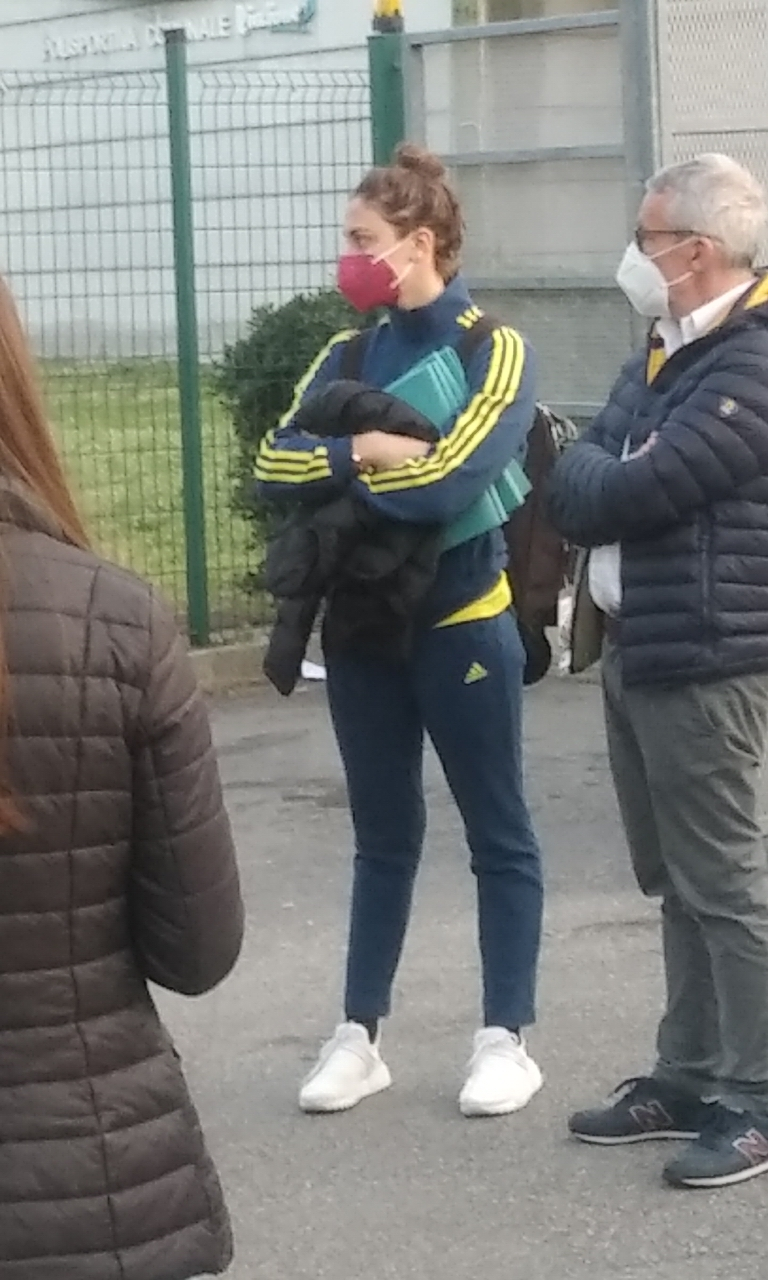
Simona Quadarella allo Stadio del nuoto di Riccione per i Campionati italiani primaverili 2021

Alla prima partecipazione ai campionati mondiali di nuoto nel 2017 a Budapest conquista la medaglia di bronzo nei 1500 m stile libero con il tempo di 15'53"86, decima prestazione mondiale, stabilendo il nuovo record personale e migliorandolo di quasi 10 secondi rispetto al precedente nuotato il 23 giugno 2017 al Trofeo Settecolli di Roma (16'03"55). Il suo crono rappresenta anche la seconda prestazione italiana, dietro solo al tempo di Alessia Filippi di 15'44"93 (ottenuto durante i campionati mondiali di Roma 2009).
Sempre nel 2017, alla prima partecipazione ai campionati europei di nuoto in vasca corta di Copenaghen conquista la medaglia di bronzo negli 800 m stile libero con il tempo di 8'16"53, ottava prestazione mondiale stagionale, stabilendo il nuovo record personale (il precedente era 8'17"92, ottenuto l'11 novembre 2017). Il nuovo crono rappresenta anche la terza prestazione italiana.
Alla prima partecipazione ai campionati europei di nuoto di Glasgow, nel 2018, conquista la medaglia d'oro negli 800 m stile libero con il tempo di 8'16"45, seconda prestazione mondiale stagionale e settima di sempre, stabilendo anche il nuovo record italiano che migliora (il precedente di 8'17"21 era valso la medaglia di bronzo ad Alessia Filippi ai campionati mondiali di Roma 2009, nell'era dei costumi gommati). Si ripete bissando la medaglia d'oro nei 1500 m stile libero con il tempo di 15'51"61, seconda prestazione mondiale stagionale e nona di sempre, migliorando il personale di 2"25 secondi. Completa la tripletta vincendo l'oro anche nei 400 m stile libero con il tempo di 4'03"35, battendo allo sprint l'ungherese Kesely.
Alla prima partecipazione ai campionati mondiali di nuoto in vasca corta di Hangzhou 2018 conquista la medaglia d'argento negli 800 m stile libero con il tempo di 8'08"03, seconda prestazione mondiale stagionale e undicesima di sempre.

### 2019-2021: oro mondiale e Olimpiadi di Tokyo
Nell'estate del 2019, ai campionati del mondo di Gwangju, Quadarella vince il suo primo titolo mondiale nei 1500 m, con un tempo di 15'40"89, nuovo record italiano della distanza. Negli 800 m invece vince la medaglia d'argento, cedendo solo negli ultimi 50 metri di gara dopo una battaglia serrata con la statunitense Katie Ledecky.
A livello continentale, nello stesso anno, vince due ori agli europei in vasca corta di Glasgow, nei 400 m e negli 800 m stile libero.
Nel 2021, agli europei di Budapest, bissa il trittico di ori continentali conquistati a Glasgow tre anni prima, affermandosi nuovamente nei 400 m, negli 800 m e nei 1500 m stile libero, oltre a prendere parte alla staffetta 4x200m stile libero, in cui l'Italia ottiene la medaglia di bronzo.
Nell'estate del 2021 rappresenta l'Italia ai Giochi olimpici estivi di Tokyo 2020, rinviati di un anno a causa della pandemia di COVID-19. Il 28 luglio arriva quinta nei 1500 m stile libero. Il 31 luglio vince la medaglia di bronzo negli 800 m stile libero, con il tempo di 8'18"35, terminando alle spalle della statunitense Katie Ledecky (8'12"57) e dell'australiana Ariarne Titmus (8'13"83).
Il 2021 si chiude con due argenti agli europei in vasca corta di Kazan' (alle spalle della russa Anastasija Kirpičnikova sia negli 800 m sia nei 1500 m stile libero) ed un bronzo ai campionati mondiali di nuoto in vasca corta di Abu Dhabi, dove si classifica terza negli 800 m stile libero.

### 2022-2024: due ori mondiali
Ai mondiali di Budapest 2022 ottiene la medaglia di bronzo negli 800 m stile libero, preceduta sul podio dalla statunitense Katie Ledecky e dall'australiana Kiah Melverton. Nei 1500 m stile libero si classifica 5ª. Sempre nello stesso anno agli europei di Roma si aggiudica, nella sua città natale, l'oro negli 800 e nei 1500 m stile libero e l'argento nei 400 m. A causa di una gastroenterite presa pochi giorni prima dell'inizio delle gare rinuncia a partecipare ai mondiali in vasca corta di Melbourne 2022.
Torna in gara in competizioni internazionali nel 2023, ai mondiali di Fukuoka, dove conquista la medaglia d'argento nei 1500 m stile libero, sempre alle spalle di Katie Ledecky. Inoltre conclude gli 800 m stile libero in 4ª posizione. Conclude l'anno solare partecipando agli europei in vasca corta di Otopeni, aggiudicandosi un oro nei 400 m stile libero e due argenti nelle distanze più lunghe.
Inizia il 2024 partecipando ai campionati mondiali di Doha, dove riesce a conquistare la medaglia d'oro sia negli 800 m stile libero (salendo sul gradino più alto del podio in tale distanza per la prima volta a livello intercontinentale) sia nei 1500 m stile libero, bissando il successo ottenuto nel 2019 a Gwangju. In estate ha fatto la sua seconda apparizione olimpica a Parigi 2024, dove ha ottenuto il 4º posto negli 800 m stile libero, abbassando il suo record italiano a 8'14"55, e nei 1500 m stile libero. Ai mondiali in vasca corta di dicembre, disputatisi a Budapest, vince la medaglia d'argento nei 1500 m stile libero (alle spalle della tedesca Isabel Gose), mentre termina in quinta piazza gli 800 m stile libero.

### 2025-
Il 29 luglio 2025, ai mondiali di Singapore, vince il suo terzo argento iridato, salendo sul secondo gradino del podio nei 1500 metri stile libero alle spalle di Katie Ledecky con il crono di 15'31"79: in tal modo stabilisce il nuovo record europeo, migliorando di nove secondi il personale registrato a Gwangju nel 2019. Il 2 agosto arriva quarta negli 800 metri stile libero, siglando anche in questo caso il nuovo record continentale con il tempo di 8'12"81.

## Palmarès

### Competizioni internazionali
| Anno | Manifestazione            | Sede       | Evento     | Risultato | Prestazione | Note                     |
| ---- | ------------------------- | ---------- | ---------- | --------- | ----------- | ------------------------ |
| 2014 | Europei giovanili         | Dordrecht  | 800 m sl   | Oro       | 8'40"21     |                          |
| 2014 | Europei giovanili         | Dordrecht  | 1500 m sl  | Oro       | 16'30"37    |                          |
| 2014 | Giochi olimpici giovanili | Nanchino   | 400 m sl   | 6ª        | 4'15"05     |                          |
| 2014 | Giochi olimpici giovanili | Nanchino   | 800 m sl   | Oro       | 8'35"39     |                          |
| 2015 | Mondiali giovanili        | Singapore  | 800 m sl   | Argento   | 8'29"79     |                          |
| 2015 | Mondiali giovanili        | Singapore  | 1500 m sl  | Oro       | 16'05"61    |                          |
| 2017 | Mondiali                  | Budapest   | 1500 m sl  | Bronzo    | 15'53"86    |                          |
| 2017 | Universiadi               | Taipei     | 800 m sl   | Oro       | 8'20"54     | Record delle Universiadi |
| 2017 | Universiadi               | Taipei     | 1500 m sl  | Oro       | 15'57"90    | Record delle Universiadi |
| 2017 | Europei in vasca corta    | Copenaghen | 800 m sl   | Bronzo    | 8'16"53     |                          |
| 2018 | Giochi del Mediterraneo   | Tarragona  | 400 m sl   | Oro       | 4'05"68     |                          |
| 2018 | Giochi del Mediterraneo   | Tarragona  | 800 m sl   | Oro       | 8'21"44     |                          |
| 2018 | Europei                   | Glasgow    | 400 m sl   | Oro       | 4'03"35     |                          |
| 2018 | Europei                   | Glasgow    | 800 m sl   | Oro       | 8'16"45     |                          |
| 2018 | Europei                   | Glasgow    | 1500 m sl  | Oro       | 15'51"61    |                          |
| 2018 | Mondiali in vasca corta   | Hangzhou   | 800 m sl   | Argento   | 8'08"03     |                          |
| 2019 | Mondiali                  | Gwangju    | 800 m sl   | Argento   | 8'14"99     | Record nazionale         |
| 2019 | Mondiali                  | Gwangju    | 1500 m sl  | Oro       | 15'40"89    | Record nazionale         |
| 2019 | Europei in vasca corta    | Glasgow    | 400 m sl   | Oro       | 3'59"75     |                          |
| 2019 | Europei in vasca corta    | Glasgow    | 800 m sl   | Oro       | 8'10"30     |                          |
| 2021 | Europei                   | Budapest   | 400 m sl   | Oro       | 4'04"66     |                          |
| 2021 | Europei                   | Budapest   | 800 m sl   | Oro       | 8'20"23     |                          |
| 2021 | Europei                   | Budapest   | 1500 m sl  | Oro       | 15'53"59    |                          |
| 2021 | Europei                   | Budapest   | 4x200 m sl | Bronzo    | 7’56”72     | [ 31 ]                   |
| 2021 | Giochi olimpici           | Tokyo      | 800 m sl   | Bronzo    | 8'18"35     |                          |
| 2021 | Giochi olimpici           | Tokyo      | 1500 m sl  | 5ª        | 15'53"97    |                          |
| 2021 | Europei in vasca corta    | Kazan'     | 800 m sl   | Argento   | 8'10"54     |                          |
| 2021 | Europei in vasca corta    | Kazan'     | 1500 m sl  | Argento   | 15'34"26    |                          |
| 2021 | Mondiali in vasca corta   | Abu Dhabi  | 800 m sl   | Bronzo    | 8'07"99     |                          |
| 2022 | Mondiali                  | Budapest   | 800 m sl   | Bronzo    | 8'19"00     |                          |
| 2022 | Mondiali                  | Budapest   | 1500 m sl  | 5ª        | 16'03"84    |                          |
| 2022 | Europei                   | Roma       | 400 m sl   | Argento   | 4'04"77     |                          |
| 2022 | Europei                   | Roma       | 800 m sl   | Oro       | 8'20"54     |                          |
| 2022 | Europei                   | Roma       | 1500 m sl  | Oro       | 15'54"15    |                          |
| 2023 | Mondiali                  | Fukuoka    | 800 m sl   | 4ª        | 8'16"46     |                          |
| 2023 | Mondiali                  | Fukuoka    | 1500 m sl  | Argento   | 15'43"31    |                          |
| 2023 | Europei in vasca corta    | Otopeni    | 400 m sl   | Oro       | 3'59"50     |                          |
| 2023 | Europei in vasca corta    | Otopeni    | 800 m sl   | Argento   | 8'14"83     |                          |
| 2023 | Europei in vasca corta    | Otopeni    | 1500 m sl  | Argento   | 15'37"05    |                          |
| 2024 | Mondiali                  | Doha       | 800 m sl   | Oro       | 8'17"44     |                          |
| 2024 | Mondiali                  | Doha       | 1500 m sl  | Oro       | 15'46"99    |                          |
| 2024 | Giochi olimpici           | Parigi     | 800 m sl   | 4ª        | 8'14"55     | Record nazionale         |
| 2024 | Giochi olimpici           | Parigi     | 1500 m sl  | 4ª        | 15'44"05    |                          |
| 2024 | Mondiali in vasca corta   | Budapest   | 1500 m sl  | Argento   | 15'30"14    |                          |
| 2025 | Mondiali                  | Singapore  | 800 m sl   | 4ª        | 8'12"81     | Record europeo           |
| 2025 | Mondiali                  | Singapore  | 1500 m sl  | Argento   | 15'31"79    | Record europeo           |

### Competizioni nazionali
45 titoli individuali e 2 nelle staffette, così ripartiti:
- 1 nei 200 metri stile libero;
- 13 nei 400 metri stile libero;
- 16 negli 800 metri stile libero;
- 15 nei 1500 metri stile libero;
- 2 nella 4x200 metri stile libero;

| Anno | Edizione    | 200 m sl | 400 m sl | 800 m sl | 1500 m sl | 4x200 m sl |
| ---- | ----------- | -------- | -------- | -------- | --------- | ---------- |
| 2014 | Estivi      | -        | -        | -        | 3º        | -          |
| 2015 | Primaverili | -        | -        | -        | 2º        | -          |
| 2015 | Invernali   | -        | -        | 2º       | 2º        | -          |
| 2016 | Primaverili | -        | -        | 1º       | 1º        | 1º         |
| 2016 | Invernali   | -        | -        | 1º       | 1º        | -          |
| 2017 | Primaverili | -        | 2º       | 1º       | 1º        | 1º         |
| 2017 | Invernali   | -        | 1º       | 1º       | -         | -          |
| 2018 | Primaverili | -        | 1º       | 1º       | 1º        | -          |
| 2018 | Invernali   | -        | 1º       | 1º       | -         | -          |
| 2019 | Primaverili | 2º       | 1º       | 1º       | 1º        | -          |
| 2019 | Estivi      | -        | 1º       | -        | -         | -          |
| 2019 | Invernali   | -        | -        | 1º       | 1º        | -          |
| 2020 | Estivi      | -        | -        | -        | 2º        | -          |
| 2021 | Primaverili | -        | 1º       | 1º       | 1º        | -          |
| 2021 | Invernali   | -        | 1º       | 1º       | -         | -          |
| 2022 | Primaverili | -        | 1º       | 1º       | 1º        | 3º         |
| 2022 | Estivi      | -        | -        | -        | 1º        | -          |
| 2022 | Invernali   | -        | -        | 1º       | 1º        | -          |
| 2023 | Primaverili | 1º       | 1º       | 1º       | 1º        | 3º         |
| 2023 | Invernali   | -        | 1º       | 1º       | 1º        | -          |
| 2024 | Primaverili | 2º       | 1º       | -        | 1º        | 3º         |
| 2024 | Invernali   | -        | 1º       | 1º       | 1º        | -          |
| 2025 | Primaverili | -        | 1º       | 1º       | 1º        | -          |

- Campionati italiani estivi di nuoto 2014: bronzo nei 1500 m stile libero con 16'26"60
- Campionati italiani primaverili di nuoto 2015: argento nei 1500 m stile libero con 16'28"75
- Campionati italiani invernali di nuoto 2015: argento negli 800 m stile libero con 8'32"32 e nei 1500 m stile libero con 16'25"72
- Campionati italiani primaverili di nuoto 2016: oro negli 800 m stile libero con 8'28"06, nei 1500 m stile libero con 16'15"39 e nella 4x200 m stile libero con 8'03"48
- Campionati italiani invernali di nuoto 2016: oro negli 800 m stile libero con 8'28"05 e nei 1500 m stile libero con 16'10"61
- Campionati italiani primaverili di nuoto 2017: oro negli 800 m stile libero con 8'25"08, nei 1500 m stile libero con 16'10"66 e nella 4x200 m stile libero con 8'01"21, argento nei 400 m stile libero con 4'08"16
- Campionati italiani invernali di nuoto 2017: oro nei 400 m stile libero con 4'04"64 e negli 800 m stile libero con 8'19"34
- Campionati italiani primaverili di nuoto 2018: oro nei 400 m stile libero con 4'06"78, negli 800 m stile libero con 8'25"82 e nei 1500 m stile libero con 15'57"66
- Campionati italiani invernali di nuoto 2018: oro nei 400 m stile libero con 4'03"48 e negli 800 m stile libero con 8'13"41
- Campionati italiani primaverili di nuoto 2019: oro nei 400 m stile libero con 4'06"92, negli 800 m stile libero con 8'25"55 e nei 1500 m stile libero con 16'04"02; argento nei 200 m stile libero con 1'58"83
- Campionati italiani estivi di nuoto 2019: oro nei 400 m stile libero con 4'07"72
- Campionati italiani invernali di nuoto 2019: oro nei 1500 m stile libero con 15'57"18 e negli 800 m stile libero con 8'26"26
- Campionati italiani estivi di nuoto 2020: argento nei 1500 m stile libero con 16'03"69
- Campionati italiani primaverili di nuoto 2021: oro nei 400 m stile libero con 4'06"49, negli 800 m stile libero con 8'23"77 e nei 1500 m stile libero con 15'57"03
- Campionati italiani invernali di nuoto 2021: oro nei 400 m stile libero con 4'03"29 e negli 800 m stile libero con 8'12"76
- Campionati italiani primaverili di nuoto 2022: oro nei 400 m stile libero con 4'08''95, negli 800 m stile libero con 8'24''23 e nei 1500 m stile libero con 15'59''32; bronzo nella 4x200 m stile libero con 8'09''61
- Campionati italiani estivi di nuoto 2022: oro nei 1500 m stile libero con 16'12''70
- Campionati italiani invernali di nuoto 2022: oro negli 800 m stile libero con 8'15''01 e nei 1500 m stile libero con 15'41''79
- Campionati italiani primaverili di nuoto 2023: oro nei 200 m stile libero con 1’59''41, nei 400 m stile libero con 4'05''83, negli 800 m stile libero con 8'21''14 e nei 1500 m stile libero con 15'53''29; bronzo nella 4x200 m stile libero con 8'07''85
- Campionati italiani invernali di nuoto 2023: oro nei 400 m stile libero con 4'07''23, negli 800 m stile libero con 8'25''87 e nei 1500 m stile libero con 16'08''01
- Campionati italiani primaverili di nuoto 2024: oro nei 400 m stile libero con 4'06''55 e nei 1500 m stile libero con 15'58''48; argento nei 200 m stile libero con 1’58''82; bronzo nella 4x200 m stile libero con 8'05''44
- Campionati italiani invernali di nuoto 2024: oro nei 400 m stile libero con 4'02''29, negli 800 m stile libero con 8'15''08 e nei 1500 m stile libero con 15'33''40
- Campionati italiani primaverili di nuoto 2025: oro nei 400 m stile libero con 4'08''50, negli 800 m stile libero con 8'24''85 e nei 1500 m stile libero con 16'03''77

### Competizioni nazionali giovanili
- marzo 2012 - bronzo ai campionati italiani invernali negli 800 m stile libero (Ragazze) con 9’01"78
- agosto 2012 - argento ai campionati italiani estivi negli 800 m stile libero (Ragazze) con 8’57"58
- agosto 2012 - bronzo ai campionati italiani estivi nei 400 m stile libero (Ragazze) con 4’25"66
- marzo 2013 - argento ai campionati italiani invernali negli 800 m stile libero (Juniores) con 8’43"42
- marzo 2013 - bronzo ai campionati italiani invernali nei 400 m stile libero (Juniores) con 4’18"05
- marzo 2014 - oro ai campionati italiani invernali nei 400 m misti (Juniores) con 4’46"04
- marzo 2014 - oro ai campionati italiani invernali negli 800 m stile libero (Juniores) con 8’30"78
- marzo 2014 - argento ai campionati italiani invernali nei 400 m stile libero (Juniores) con 4’12"35
- agosto 2014 - oro ai campionati italiani estivi negli 800 m stile libero (Juniores) con 8’44"16
- agosto 2014 - oro ai campionati italiani estivi nei 400 m stile libero (Juniores) con 4’14"05
- marzo 2015 - argento ai campionati italiani invernali nei 400 m stile libero (Cadette) con 4’09"40
- marzo 2015 - oro ai campionati italiani invernali negli 800 m stile libero (Cadette) con 8’26"13
- marzo 2015 - oro ai campionati italiani invernali nei 400 m misti (Cadette) con 4'42"97
- agosto 2015 - argento ai campionati italiani estivi nei 400 m stile libero (Cadette) con 4'15"17
- agosto 2015 - oro ai campionati italiani estivi negli 800 m stile libero (Cadette) con 8'37"08

## Riconoscimenti
- Gazzetta Sports Awards: 1

Categoria Rivelazione dell'anno: 2018
- Premio Città di Roma (2018)

## Pubblicazioni
- Simona Quadarella e Lorenza Bernardi, Il mio spazio blu, Rizzoli, luglio 2019, ISBN 8817141933, ISBN 978-8817141932, EAN 9788817141932.